# Pravidelní milenci
Pravidelní milenci (ve francouzském originále Les amants réguliers) je francouzský černobílý dramatický film režiséra Philippe Garrela z roku 2005. Děj filmu se odehrává v roce 1968 a pojednává o několika mladých lidech, kteří se aktivně účastní nepokojů. Film získal ocenění Louis Delluc Prize a Garrel získal stříbrného lva na benátském filmovém festivalu za nejlepší režii. Louis Garrel získal za svou roli Césara.

## Obsazení
| Louis Garrel   | François Dervieux |
| Clotilde Hesme | Lilie             |
| Julien Lucas   | Antoine           |
| Eric Rulliat   | Jean-Christophe   |
| Nicolas Bridet | Luc               |
| Mathieu Genet  | Nicolas           |